# Toray Pan Pacific Open 1994
Toray Pan Pacific Open 1994 — тенісний турнір, що відбувся на закритих кортах з килимовим покриттям Токійського палацу спорту в Токіо (Японія). Належав до турнірів 1-ї категорії в рамках Туру WTA 1994. Відбувсь удев'ятнадцяте і тривав з 31 січня до 6 лютого 1994 року.

## Фінальна частина

### Одиночний розряд
Штеффі Граф —  Мартіна Навратілова 6–2, 6–4
- Для Граф це був 2-й титул за сезон і 92-й - за кар'єру.

### Парний розряд
Пем Шрайвер /  Елізабет Смайлі —  Манон Боллеграф /  Мартіна Навратілова 6–3, 3–6, 7–6
- Для Шрайвер це був 1-й титул за рік і 132-й - за кар'єру. Для Смайлі це був 1-й титул за рік і 36-й — за кар'єру.